# Eggert Christopher Knuth (1722-1776)
Eggert Christopher (von) Knuth, Conde de Knuthenborg y Gyldensteen (20 de octubre de 1722 – 26 de febrero de 1776) fue un terrateniente, magistrado del Tribunal Supremo y prefecto de la Diócesis de Zealand danés. Era hermano de Christian Frederik y Conrad Ditlev Knuth y padre de Johan Henrik Knuth y Frederik Knuth.

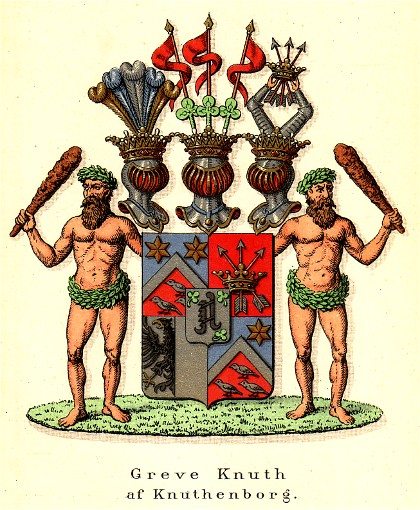
Escudo de armas

## Primeros años y educación
Knuth era hijo de Adam Christopher Knuth (1687-1838) e Ida Margrethe Reventlow (1701-1757). Estudió en Göttingen en 1739.

## Carrera
A su regreso a Dinamarca, se enroló en el ejército donde se convirtió en capitán en 1742. En 1732, se unió a la Guardia de Vida a Pie. En 1749 se convirtió en general ayudante del rey. En 1751 renunció al ejército (con rango de coronel) para convertirse en magistrado del Tribunal Supremo. En 1759, fue nombrado geheimeråd. En 1764 fue designado prefecto de la Diócesis de Zealand. En 1772, fue nombrado como uno de los jueces en el juicio contra la reina Caroline Mathilde.

## Propiedades y títulos

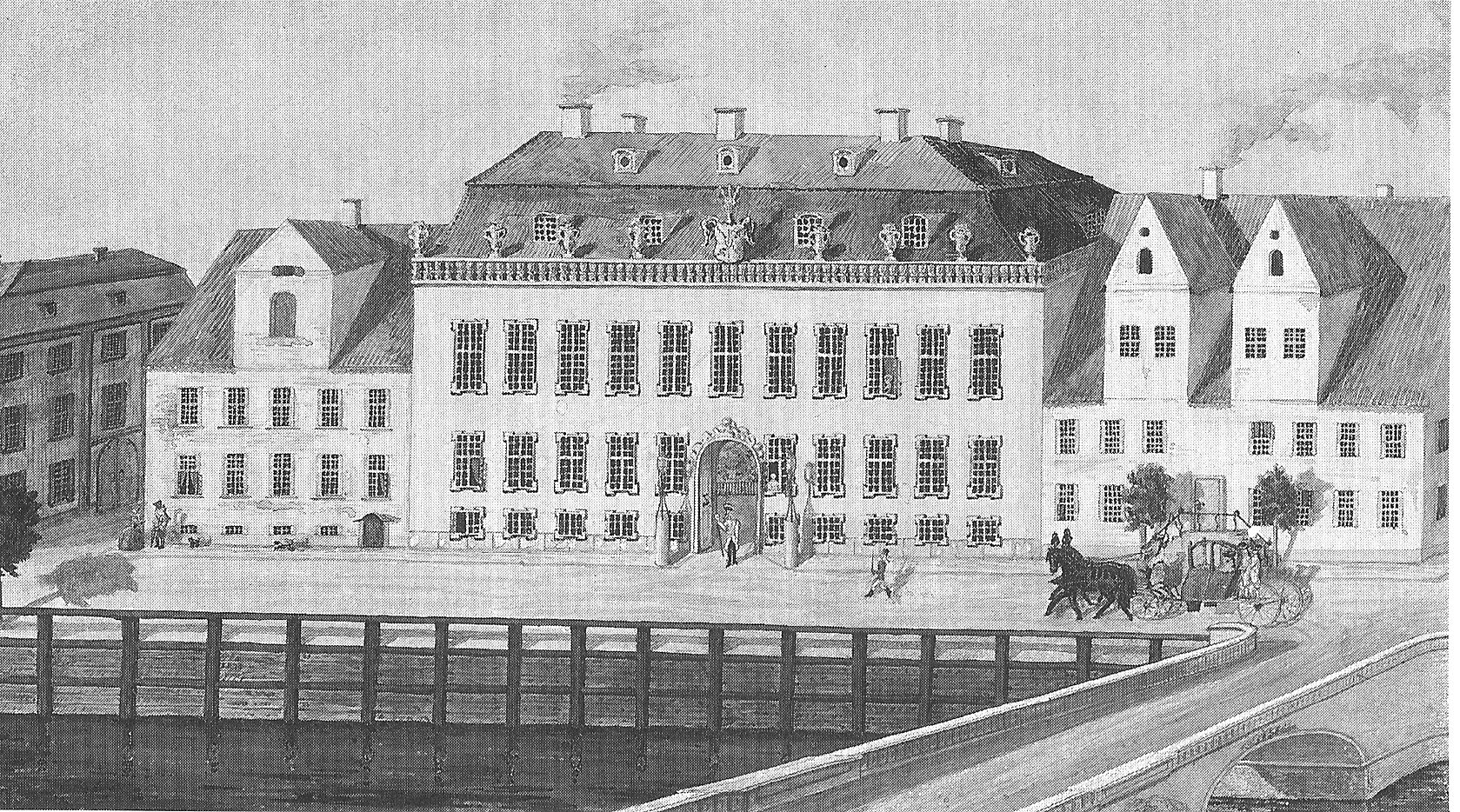
La mansión de Knuth en Frederiksholms Kanal en Copenhague

Eggert Christopher Knuth sucedió a su padre en el Condado de Knuthenborg en 1747. A través de su primera esposa también adquirió el Condado de Gyldensteen en Fionia. En 1760 adquirió Ravnstrup en Næstved solo para venderlo de nuevo ocho años después. En 1772, adquirió Mørup y lo convirtió en un stamhus (vendido en 1803).
En 1759, Knuth compró el Mansión Plessen en Frederiksholms Kanal como su residencia en la ciudad de Copenhague. Desde entonces fue conocida como "Det Knuthske Hotel" (El Hotel Knuth).
En 1842, Knuth recibió el título de chamberlain (jammerherre). En 1754 fue nombrado Caballero de la Orden de Dannebrog. En 1763, recibió la Orden de la Unión Perfecta. En 1766, fue nombrado gehejmekonferensråd. En 1773, fue galardonado con la Orden del Elefante.

## Vida personal

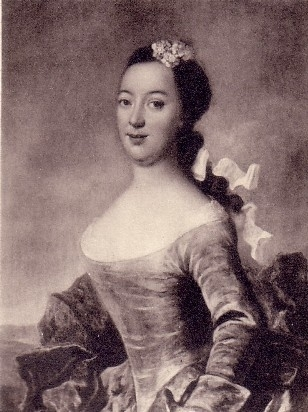
La segunda esposa de Knuth, Marie von Numsen.

Knuth se casó tres veces. Su primera esposa fue Marguerithe Maurice Francoise Isidore Isidore Casado de Monteleone (1723–1752), hija de Joachim Christoph Moltke, diplomático y Sophia Albertine baronesa Wolzogen. La boda tuvo lugar el 5 de febrero de 1742 en la Iglesia de Gunseby. Su abuelo materno fue Jean Henri Huguetan Gyldensteen. Tuvieron dos hijas y un hijo:
- Christiane Sophie Frederikke Knuth (1743–1790)
- Charlotte Louise Knuth (1745-1812), casada con Carl rig von Görtz (1733-1797)
- Johan Henrik Knuth (1746-1802)

La segunda esposa de Knuth fue Marie Numsen (173-1765), hija de Michael Mathiasen von Numsen y Anna Sophie Margarethe Marie Thomasine von Ingenhaeff.
La boda tuvo lugar el 20 de octubre de 1752. Tuvieron una hija y un hijo:
- Frederikke Juliane Marie Knuth (1755–1804), casada con Michael Herman Løvenskiold (1751-1807).
- Frederik greve Knuth (1760-1818).

El 9 de septiembre de 1765, Knuth se casó con Eleonore Louise Caroline Moltke (1725-1785), sobrina de Adam Gottlob Moltke.
Falleció el 26 de febrero de 1776 y está enterrado en la Iglesia de Hunseby.